# Ролф (Айова)
Ролф (англ. Rolfe) — місто (англ. city) в США, в окрузі Покахонтас штату Айова. Населення — 509 осіб (2020).

## Географія
Ролф розташований за координатами 42°48′48″ пн. ш. 94°31′55″ зх. д. / 42.81333° пн. ш. 94.53194° зх. д. (42.813197, -94.531855).  За даними Бюро перепису населення США в 2010 році місто мало площу 2,72 км², з яких 2,72 км² — суходіл та 0,00 км² — водойми.

## Демографія
Згідно з переписом 2010 року, у місті мешкали 584 особи в 248 домогосподарствах у складі 159 родин. Густота населення становила 215 осіб/км².  Було 305 помешкань (112/км²).
Расовий склад населення:
| - 97,3 % — білих - 0,5 % — чорних або афроамериканців - 1,0 % — осіб інших рас |

До двох чи більше рас належало 1,2 %. Частка іспаномовних становила 2,4 % від усіх жителів.
За віковим діапазоном населення розподілялося таким чином: 22,4 % — особи молодші 18 років, 54,3 % — особи у віці 18—64 років, 23,3 % — особи у віці 65 років та старші. Медіана віку мешканця становила 46,0 року. На 100 осіб жіночої статі у місті припадало 96,6 чоловіків;  на 100 жінок у віці від 18 років та старших — 91,9 чоловіків також старших 18 років.
Середній дохід на одне домашнє господарство  становив 43 538 доларів США (медіана — 38 472), а середній дохід на одну сім'ю — 48 031 долар (медіана — 39 643). Медіана доходів становила 35 481 долар для чоловіків та 27 917 доларів для жінок. За межею бідності перебувало 22,9 % осіб, у тому числі 26,0 % дітей у віці до 18 років та 13,0 % осіб у віці 65 років та старших.
Цивільне працевлаштоване населення становило 241 осіб. Основні галузі зайнятості: сільське господарство, лісництво, риболовля — 17,8 %, освіта, охорона здоров'я та соціальна допомога — 14,9 %, виробництво — 13,7 %.